# 倫理學原理

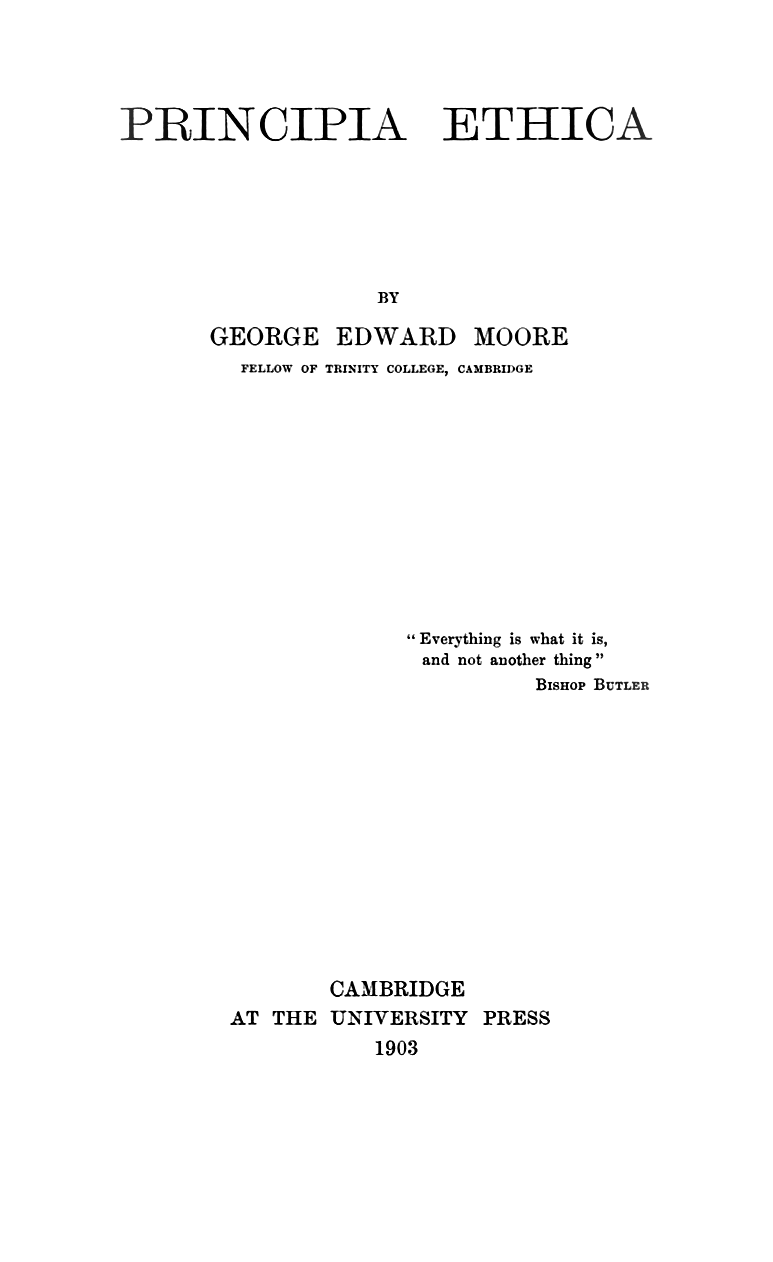
《倫理學原理》標題頁

《倫理學原理》（Principia Ethica）是一本後設倫理學書籍，由喬治·愛德華·摩爾於1903年完成。摩爾於此書主張「善」是不可定義，並認為自然主義有謬誤。《倫理學原理》被認為對倫理學產生了深遠影響。

## 內容
摩爾堅持認為「善」是不可定義，並且認為自然主義有謬誤。他堅持價值觀是客觀和多樣，但認為價值觀的知識不能來自認識事實，而只能源於對諸如美、快樂、友誼和知識等事態的良善的直覺。在摩爾看來，正確的行為是產生最好的行為。